# كلوريد كلورو الأسيتيل
كلوريد كلورو الأسيتيل هو مركب كلور عضوي ثنائي الوظيفة، صيغته C2H2Cl2O، ويوجد على شكل سائل عديم اللون إلى أصفر.
يعد المركب كيميائياً كلوريد أسيل مكلور.

## التحضير
يمكن أن يتم التحضير بعدة طرق، وذلك إما بعملية إضافة كربونيل إلى ثنائي كلورو الميثان، أو أكسدة 1،1-ثنائي كلورو الإيثيلين، أو بإضافة الكلور إلى الكيتين.
هناك مجموعة من المركبات التي يمكن أن تستخدم في تحضير المركب مثل كلورو حمض الأسيتيك وكلوريد الثيونيل وخماسي كلوريد الفوسفور والفوسجين.

## الخواص
يوجد المركب في الشروط القياسية على شكل سائل عديم اللون إلى أصفر، وهو يتفاعل عند التماس مع الماء ليعطي كلورو حمض الأسيتيك وكلوريد الهيدروجين.
يسهل على هذا المركب تشكيل الإسترات، وكذلك الأميدات، وذلك نظراً لوجود مجموعتي كلور سهلة الاستبدال.

## الاستخدامات
يستخدم كلوريد كلورو الأسيتيل وحدة بناء في الاصطناع العضوي. فهو يستخدم لتحضير المواد الفعالة الدوائية، مثل الليدوكائين:
كما يستخدم في تحضير مبيدات الأعشاب من طائفة كلورو الأسيتانيليد مثل ميتولاكلور وأسيتوكلور وألاكلور وبوتاكلور.